# Френкель, Семён Романович
Семён Романович Френкель (вариант имени и отчества Соломон Рувимович; 1875, Умань — 1937, Москва) — русский врач, депутат Государственной думы I созыва от Киевской губернии, в советское время — крупный учёный-рентгенолог и радиолог, профессор МГУ (1929).
Пионер энцефалографии и других неинвазивных методов в рентгенологии, использования контрастных препаратов в рентгенодиагностике.

## Биография
Родился в еврейской купеческой семье в Умани. Согласно некоторым источникам, был православного вероисповедания. Окончил Белоцерковскую гимназию. Поступил на медицинский факультет Киевского университета, но в 1896 году за участие в студенческой Ветровской демонстрации арестован, отчислен из Киевского университета и выслан из Киевской губернии. В 1898 году окончил медицинский факультет Императорского Харьковского университета. Работал врачом в Умани, ординатором еврейских больниц, заведовал учреждением по оказанию медицинской помощи неимущим больным на дому. Участник просветительных и благотворительных учреждений города Умани. В феврале 1906 арестован и заключён в Уманскую тюрьму, тяжело заболел, освобождён под поручительство врачебной корпорации. Член местного Уманского комитета Конституционно-демократической партии. В во время выборов в Думу утверждал, что «еврейский вопрос надо поставить в первую очередь».
24 апреля 1906 года избран в Государственную думу I созыва от общего состава выборщиков Киевского губернского избирательного собрания. Вошёл в состав Конституционно-демократической фракции. Поставил свою подпись под законопроектом «О гражданском равенстве».
После роспуска Государственной думы был арестован, посажен в тюрьму и привлечен к суду за распространение среди крестьян нелегальной литературы. Приговорён к заключению в крепость на два года, которые в 1908—1910 годах провёл в тюрьме города Умани. В 1911 года покинул Россию, где около 3 лет практиковался в рентгенологии у Леви-Дорна и других специалистов в Берлине, Вене, Париже и Гамбурге.
С середины 1910-х годов — в Москве, где широко развернулась его медицинская и научная деятельность, сначала как хирурга-онколога, потом рентгенолога и радиолога.

Профессор С. Р. Френкель, 1930-е

С 1917 года до конца жизни возглавлял организованное им рентгено-радиологическое отделение Института для лечения злокачественных опухолей при Московском университете (позднее при 1-м МГУ (1926)). С 1922 по 1937 год — заведующий рентгенологическим отделением больницы Лечебно-санаторного управления Кремля. С 1923 года руководил отделом лучевой терапии (рентгенологическим и радиологическим отделениями) Института для лечения опухолей (позднее Центральный онкологический институт, ныне МНИОИ им. П. А. Герцена). В 1926 году работал врачом в больнице Семашко. С 1929 года профессор. Один из основоположников клинической радиобиологии, изучал аспекты общего воздействия ионизирующих излучений при локальном облучении опухолей, сформулировал основные онкологические принципы лучевой терапии злокачественных опухолей. Им был поставлен вопрос о необходимости концентрировать дозу излучения в патологическом очаге и щадить окружающие опухоль ткани. Френкель одним из первых в СССР начал применять в терапии инвазивные методы рентгенодиагностики, основанные на использовании рентгеноконтрастных веществ: энцефалографию, вентрикулографию, пиелографию и другие методы.
В 1934 году организовал кафедру рентгенологии I-го Московского медицинского института и оставался её заведующим до конца жизни.
Один из учредителей Всесоюзной ассоциации рентгенологов, был председателем Российского общества рентгенологов и почти бессменно состоял членом его правления. Учредитель Московского научного общества рентгенологов. Принимал участие во всех рентгеновских съездах, на них сделал большое число докладов по разным вопросам рентгенологии и о лечении раковых опухолей рентгеновскими лучами и излучением радия. Участвовал в международных съездах по рентгенологии и радиологии в Лондоне, Стокгольме и Цюрихе. Опубликовал более 47 печатных научных трудов. Основные научные работы направлены на изучение механизма биологического действия рентгеновского излучения на цитоплазму клеток и плазму крови млекопитающих, оценке эффективности рентгеновского облучения изолированной крови, возвращаемой затем в организм, при злокачественных опухолях, противовоспалительной рентгенотерапии. В 1928 году был редактором Большой медицинской энциклопедии по рентгенологии. Редактор журнала «Советская рентгенология».
Урна с прахом покоится в колумбарии Новодевичьего кладбища.

## Семья
Был женат на педагоге Анастасии Николаевне Френкель, урождённой ? (1899—1953), похоронена вместе с мужем (колумбарий Новодевичьего кладбища, секция 41, 5—1).

## Научные труды
В иностранных публикациях — S. Fraenkel.
- Uber Encephalographie;
- Uber die Wirkung der isolierten Blutbestrahlung auf die Zelle;
- Uber den Emfluss der Rontgenstrahlen auf d. Zellplasma;
- Uber die Roentgenbehand-limg der chirurg. entzundl. Vorgange;
- Die diagnostische Bedeutung der Encephalographie bei Erkrankungen des Gehirns (1925);
- S. Fraenkel. The Practical Application of Encephalography. The British Institute of Radiology, 1926[20].
- Френкель С. Р. Новейшие методы хирургической рентгенодиагностики. Московский государственный университет, 1928. — 143 с.
- Die Encephalographie bei psychischen und Nerven-krankheiteh des Kindes-und Sauglingsalters;
- Тысяча случаев внутривенной пиелографии.
- Френкель С. Р., Достижения современной рентгенотерапии // Сборник работ пропедевтической хирургической клиники и института для лечения опухолей 1-го Московского Государственного Университета. М., 1924
- Брускин Я. М., Френкель С. Р., Новейшие методы хирургической рентгенодиагностики, I ММИ, 1928.
- Брускин Я. М., Френкель С. Р., Диагностическое значение энцефалографии при мозговых заболеваниях, Вестник рентгенологии, 1926, т. V, No 5, стр. 259—274.
- Брускин Я. М., Френкель С. Р., Опыт изучения патологоанатомических изменений при заболеваниях мозга на основании энцефалографии. В кн. «XVII съезд российских хирургов», Л., 1925 и 1926, стр. 264—265.

## Адреса
- середина 1910-х — 1937[9] — Москва, Брюсов пер., дом 1, кв 47[10].

### Рекомендованные источники
- Айзенштейн А. Профессор Семён Романович Френкель. [Некролог]. // «Советская медицина», 1938. № 2, c. 64.
- Государственный архив Российской федерации. Фонд 523. Опись 1. Дело 216.
- Российский государственный исторический архив. Фонд 1278. Опись 1 (1-й созыв). Дело 122. Лист 19; Фонд 1327. Опись 1. 1905 год. Дело 141. Лист 76-76 оборот.